# To the Last Man (film 2008)
To the Last Man è un film pornografico gay del 2008 prodotto da Raging Stallion Studios e liberamente tratto dal breve romanzo di Zane Grey To the Last Man: A Story of the Pleasant Valley War.
Girato tra la Carolina del Nord e una zona remota dell'Arizona con un budget importante che ruota attorno ai 200.000 dollari, diventando uno dei film pornografici più costosi del 2008, il film racconta la sanguinosa faida tra due ranch rivali per il controllo dell'acqua. Oltre alla numerose scene di sesso esplicito, il film, a differenza dei film del genere, è caratterizzato da una vera e propria trama, con scene drammatiche di sparatorie ed uccisioni.
Il film ha vinto numerosi premi del settore hard, tra cui 13 GayVN Awards e 4 Grabby Awards, diventando uno dei più redditizi film, sia a livello economico che di riconoscimenti, dei Raging Stallion Studios. Il film è stato distribuito a partire dal 14 novembre 2008, viste oltre tre ore di girato, il film è stato suddiviso in due DVD intitolati To the Last Man: The Gathering Storm e To The Last Man: Guns Blazing, inoltre stato messo in vendita nell'edizione speciale 4 dischi, con contenuti extra, interviste agli attori, backstage ed altro.

## Premi
- Grabby Awards[3]
  - Best Solo Sex Scene (Damien Crosse)
  - Best Three-Way Sex Scene (Ricky Sinz, Scott Tanner & Logan McCree)
  - Best Supporting Actor (Scott Tanner)
  - Best Director (Chris Ward, Ben Leon & Tony Dimarco)
- GayVN Awards[4][5]
  - Best Picture
  - Best Actor (Ricky Sinz)
  - Best Supporting Actor (Scott Tanner, ex aequo con Trevor Knight)
  - Best Three-Way Sex Scene (Logan McCree, Ricky Sinz e Scott Tanner)
  - Best Oral Scene (Ricky Sinz & Jackson Wild)
  - Best Director (Chris Ward, Tony Dimarco, Ben Leon)
  - Best Screenplay (Tony Dimarco
  - Best Cinematography (Chris Ward, Tony Dimarco, Ben Leon)
  - Best Editing (Chris Ward, Tony Dimarco, Ben Leon)
  - Best Art Direction
  - Best Music (J.D. Slater & Nekkid)
  - Best DVD Extras
  - Best DVD Special Edition (4-disc Edition)
- Hard Choice Awards[6]
  - Best Film - USA
  - Best Director - USA (Chris Ward, Ben Leon & Tony Dimarco)
  - Best Actor - USA (Ricky Sinz)
  - Best Videography
  - Best Art Direction
  - 'Best Music (J.D. Slater & Nekkid)
  - Best Savage Humor Award (Ricky Sinz)
  - Chance Erotic Moment (Damien Crosse & Anton Harri)
- XBIZ Awards 2009
  - Best Picture
  - Best Director